# Na’ura
Na’ura (hebr. נָעוּרָה; arab. ناعورة) – arabska wieś położona w Samorządzie Regionu Ha-Gilboa, w Dystrykcie Północnym, w Izraelu.

## Położenie
Na’ura jest położona na wysokości od 90 do 150 m n.p.m. na wschodnich zboczach masywu góry Giwat ha-More (515 m n.p.m.) w Dolnej Galilei, na północy Izraela. Wzdłuż wschodniej granicy wioski przepływa strumień Na’ura. Teren opada w kierunku południowo-wschodnim na rozległy płaskowyż Ramot Jissachar, który opada na południe do Doliny Charod i na wschód do depresji Doliny Jordanu. W otoczeniu wsi Na’ura znajdują się kibuce Gazit, En Charod Ichud i Gewa, moszawy Ramat Cewi i Kefar Jechezkel, oraz wsie arabskie Sulam, Ad-Dahi, Na’in, Tamra i At-Tajjiba. Na północny zachód od wsi jest baza wojskowa Na’ura.
Na’ura jest położona w Samorządzie Regionu Ha-Gilboa, w Poddystrykcie Jezreel, w Dystrykcie Północnym Izraela.

## Historia
Wieś Na’ura została założona w XVI wieku przez członków koczowniczego beduińskiego plemienia Zuabija. Po I wojnie światowej w 1918 roku cała Palestyna przeszła pod panowanie Brytyjczyków, który w 1921 roku utworzyli Brytyjski Mandat Palestyny. Według danych z 1947 roku, do wsi należały ziemie o powierzchni 1103,6 hektarów. Mieszkańcy wsi utrzymywali dobre stosunki z Żydami.
| własność gruntów | powierzchnia gruntów (hektary) |
| ---------------- | ------------------------------ |
| Arabowie         | 553,5                          |
| Żydzi            | 529,9                          |
| publiczne        | 20,2                           |
| Razem            | 1103,6                         |

| Rodzaj użytkowanych gruntów | Arabowie [hektary] | Żydzi [hektary] |
| --------------------------- | ------------------ | --------------- |
| uprawy zbóż                 | 540,8              | 529,9           |
| nieużytki                   | 31                 | –               |
| zabudowane                  | 1,9                | –               |

W poszukiwaniu skutecznego rozwiązania narastającego konfliktu izraelsko-arabskiego w dniu 29 listopada 1947 roku została przyjęta Rezolucja Zgromadzenia Ogólnego ONZ nr 181. Zakładała ona między innymi, że wieś Na’ura miała znaleźć się w granicach nowo utworzonego państwa żydowskiego. Arabowie odrzucili tę rezolucję i dzień później doprowadzili do wybuchu wojny domowej w Mandacie Palestyny. Od samego początku wojny okoliczne wioski były wykorzystywane przez arabskie milicje, które sparaliżowały żydowską komunikację w całym regionie. Podczas I wojny izraelsko-arabskiej żydowscy sąsiedzi przekonali mieszkańców Na’ura, aby nie angażowali się w wojnę i pozostali we wsi. Dzięki temu Na’ura nie została wysiedlona i zachowała swój arabski charakter

## Demografia
mieszkańcami wsi są Beduini i Arabowie, pod względem wyznaniowym zróżnicowani na muzułmanów i chrześcijan:

## Gospodarka
Lokalna gospodarka opiera się na rolnictwie i sadownictwie. Część mieszkańców pracuje poza wsią, w pobliskich strefach przemysłowych.

## Transport
Ze wsi wyjeżdża się na wschód na drogę nr 716, którą jadąc na północ dojeżdża się do wsi Tamra, lub jadąc na południe dojeżdża się do skrzyżowania z drogą nr 717 (prowadzi na wschód do wiosek Moledet i At-Tajjiba) i dalej do kibuców En Charod Ichud i En Charod Me’uchad.

## Edukacja i kultura
We wsi jest szkoła średnia Kfar Na’ura, do której dowożeni są uczniowie z okolicznych arabskich wiosek. Wieś posiada własny meczet, ośrodek kultury z biblioteką, oraz salę sportową z boiskiem.

## Turystyka
Na zachód od wsi znajduje się Rezerwat przyrody Giwat ha-More obejmujący częściowo zalesione stoki góry More.